# Filosofia 3/18

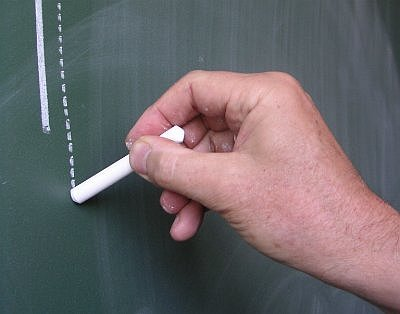

Filosofia 3/18 (originàriament en anglès: Philosophy for Children, P4C) és un programa educatiu filosòfic, creat a finals de la dècada del 1960 als Estats Units d'Amèrica, que s'ha estès i diversificat des dels seus inicis.

## Història

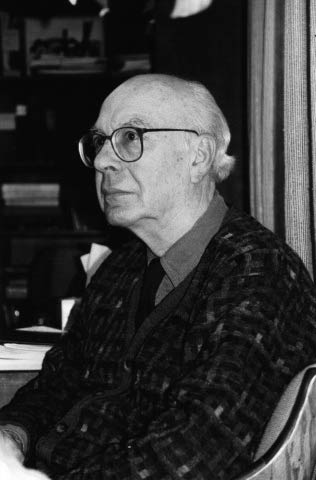
Matthew Lipman el 1997

El creador de la «Filosofia per a nens» va ser el pedagog Matthew Lipman. Va veure en la filosofia i en el fet de filosofar el mètode educatiu necessari per a realitzar una transformació de les pràctiques educatives tradicionals que redueixen la formació a la dimensió cognitiva del pensar i a la repetició memorística de conceptes. A fi de superar aquests models intel·lectualistes i autoritaris, va proposar un programa de formació filosòfica que cerca la constitució de «comunitats d'indagació», en què el diàleg filosòfic és l'eina privilegiada de recerca, comunicació i participació democràtica.
Al costat d'Anne Margareth Sharp va elaborar un currículum pedagògic i didàctic complet acompanyant les diferents edats i preocupacions dels infants. Per això va proposar una sèrie de «manuals per al professorat» que acompanyen cadascuna de les novel·les. Les novel·les són relats escrits en forma de diàleg socràtic, els personatges dels quals són infants que es pregunten, qüestionen i indaguen sobre les seves inquietuds i experiències quotidianes, però que alhora donen vida i recreen els problemes humans plantejats al llarg de la història de la filosofia.
Els manuals acompanyen el treball del professorat en la recerca de la transformació de les classes en «comunitats d'indagació», que té arrels en el treball de John Dewey, on el diàleg filosòfic ocupa un lloc central. Existeixen revistes acadèmiques, llocs web, articles i cursos de la Universitat de Washington dedicats a la Filosofia 3/18 oferts pel Northwest Center for Philosophy for Children.

## Metodologia
L'aula constituïda com una «comunitat d'indagació» recupera, per una banda, l'ambient igualitari, propi de qualsevol comunitat, en què l'escolta, l'empatia i la valoració són constantment exercitats. D'altra banda, es recupera la sensibilitat i l'interès epistemològic propis de qualsevol investigació, en què la conceptualització i l'argumentació són pràctiques corrents.
La comunitat de diàleg en general es fa en un cercle o mig cercle, fet que busca que tots els integrants es puguin veure de cara i a més aquesta disposició no mostra jerarquies. La comunitat de diàleg és un espai segur, s'exerceix l'escolta atenta i respecta les persones. Es poden estudiar, analitzar o criticar les idees, però la dignitat de la persona és intocable.
Com a base per a filosofar amb infants és essencial fer les preguntes adequades: què és l'amistat?, els animals tenen sentiments?, què és la felicitat? L'investigador alemany Michael Siegmund recomana fer una pregunta filosòfica als infants alhora que se'ls mostra una imatge inspiradora. La imatge i la pregunta juntes constitueixen la introducció al fet filosòfic. Es poden utilitzar paisatges naturals, imatges d'animals o persones, situacions socials o imatges de fantasia, entre d'altres. Aquest enfocament doble es pot aplicar a partir dels 3 anys tant a l'escola com a casa amb la família.
A més de les imatges, també pot ser útil fer servir contes per a filosofar amb els infants. El conte ofereix l'oportunitat d'iniciar una conversa filosòfica amb ells. Els adults poden fer preguntes filosòfiques als infants mentre estan llegint-los el conte. El conte combinat amb preguntes profundes pot inspirar-los i estimular-ne la creativitat i la imaginació. Els mateixos adults poden complementar els contes clàssics i els contes de fades amb preguntes filosòfiques o recórrer a llibres infantils especials per a filosofar amb infants. Michael Siegmund recomana contes en què els protagonistes són animals i fer-los preguntes adequades a la seva edat. Els possibles temes poden ser la pobresa i la riquesa, l'amistat i la família, la felicitat, la llibertat, la contaminació ambiental, la justícia o d'altres.
En una «comunitat d'indagació» el docent acompanya el grup, posant a la seva disposició eines per a estimular la indagació i la reflexió. La seva funció auxiliar permet que els infants filosofin generant saber. El docent indaga i investiga amb els infants, estimulant preguntes, repreguntes i hipòtesis.